# الی مائور
الی مائور (به عبری: אלי מאור) (زاده ۴ اکتبر ۱۹۳۷) تاریخنگار ریاضیات اهل اسرائیل است.
مائور درجه دکتری را در تخنیون به دست آورد و سپس به تدریس تاریخ ریاضیات در دانشگاه لویولا شیکاگو سرگرم شد. وی درسگفتارهای بسیاری را در آمریکا ارائه کرده است. او همچنین کتابهای عامه پسند بسیاری درباره ریاضیات و تاریخ آن نوشته است. مائور افزون بر این به عنوان اخترشناس آماتور نیز فعالیت میکند. 